# Adenochilus gracilis
Adenochilus gracilis é uma espécie de orquídea anual terrestre, pertencente à subtribo Caladeniinae, originária da Nova Zelândia, Ilha Stewart e Ilha Chatham, que habita áreas geralmente elevadas ou montanhosas, sempre ocorrendo em locais recobertos de musgo, em meio a camadas de folhas em decomposição no solo de florestas mistas ou às suas margens arbustivas. São pantas de cultivo muito difícil. É a espécie-tipo de Adenochilus.
Adenochilus gracilis são plantas anuais sem tubérculos radiculares, aqui substituídos por rizomas alongados, que apresentam caules curtos, eretos, não ramificados, com uma única folha membranácea plana, e inflorescência terminal com apenas uma ou duas flores ressupinadas de cores discretas, de segmentos livres, externamente recobertos por pêlos glandulares avermelhados. A sépala dorsal é muito mais larga que as restantes, bastante côncava e tombada sobre a coluna; as pétalas são menores que as sépalas laterais. O labelo é muito menor que os outros segmentos, trilobado, com lobo central estreito e acuminado, preso à coluna por uma garra basal, recoberto por pequenas glândulas que se avolumam e concentram em linha central ao longo de todo o labelo. A coluna é curva e delicada, recoberta por pilosidades avermelhadas, terminando em extremidade de margens denticuladas que quase completamente recobrem a capa da antera e suas oito polínias. Trata-se de espécie cleistogâmica cujos frutos amadurecem em cerca de dez semanas.